# لغة فريجية
اللغة الفريجية هي لغة الفريجيين القدماء، ترقى أولى النصوص المدوَّنة بها إلى حوالي العام 730 قبل الميلاد.
يرى الباحثون أن اللغة الفريجية هي لغة هندية أوروبية ذات صلة باللغة اليونانية أو باللغة الأرمنية.